# Constante arbitrária de integração
Uma constante arbitrária de integração é um valor constante que surge durante o processo de integração.
Normalmente representada pela letra C maiúscula, essa constante designa um valor desconhecido a priori. Tal valor constitui uma característica de determinada função resultante da integral, tendo em vista que a integral de uma função tem, como resultado, uma família de funções. A constante C distingue cada função dessa família de funções, assim como a impressão digital é diferente entre irmãos gêmeos e o número do documento de identidade, entre os habitantes de um determinado país.